# La Vengeance de Dieu
Pour plus de détails, voir Fiche technique et Distribution.
La Vengeance de Dieu (titre original : Il venditore di morte) est un western spaghetti italien sorti en 1971, réalisé par Lorenzo Gicca Palli sous le pseudonyme de Vincent Thomas.

## Synopsis
Un même soir, une fille mexicaine est assassinée et un saloon est braqué. Lors de leur fuite, les trois malfaiteurs abattent une fille du saloon, mais deux d'entre eux sont abattus à leur tour. Un mauvais gars, Chester Conway, est accusé par tous de la responsabilité de ce double crime. Il dit avoir un alibi, mais ne veut pas l'expliquer. Il est condamné à mort dans une parodie de procès. Convaincu de l'innocence de Chester Conway, son avocat charge le chasseur de primes Silver de le faire sortir de prison. Silver découvre que le vol du saloon était une mise en scène... le véritable coupable court toujours, et se protège de l'enquête de Silver en assassinant les témoins possibles les uns après les autres, jusqu'à ce qu'il soit acculé à une intervention violente par la ruse de Silver.
Ayant libéré Chester, l'avocat triomphe, mais on découvre alors que c'est justement Chester qui avait tué la jeune mexicaine.

## Fiche technique
- Titre original : Il venditore di morte
- Réalisation : Lorenzo Gicca Palli (sous le pseudo de Vincent Thomas)
- Scénario et histoire : Lorenzo Gicca Palli (sous le pseudo d'Enzo Gicca)
- Directeur de la photographie : Franco Villa
- Montage : Maurizio Tedesco
- Musique : Mario Migliardi
- Costumes : Osanna Guardini
- Décors : Dragoljub Ivkov (non crédité)
- Production : Albano Ingrami
- Genre : Western spaghetti
- Pays :  Italie
- Durée : 91 minutes
- Date de sortie :
  - Italie : 17 septembre 1971
  - France : 24 avril 1974 (Paris)

## Distribution
- Gianni Garko (VF : Michel Barbey) : M. Silver
- Klaus Kinski (VF : Patrice Séverac) : Chester Conway
- Gely Genka (VF : Lily Baron) : Polly Winters
- Franco Abbina (VF : René Bériard) : l'avocat Jeff Plummer
- Luciano Lorcas (VF : Jacques Berthier) : le shérif Tom Stanton
- Laura Gianoli : Mrs. Randall
- Giancarlo Prete : le révérend Tiller
- Luigi Casellato (VF : Alain Dorval) : Randall, le banquier
- Allen Collins : Doc Rosencrantz
- Franca De Stratis : Carmen Morales
- Andrea Scotti (VF : Jean Violette) : le procureur
- Alfredo Rizzo : le juge Atwell
- Giuseppe Castellano : Grant